# Department S
Department S est un groupe de post-punk britannique. Malgré cette courte carrière initiale, le groupe saura marquer les esprits avec Is Vic There ? en 1981. Promis à un bel avenir, soutenu par la presse et quelques personnalités comme les Jam, le groupe se heurtera au scepticisme de sa maison de disques et à des conflits internes, qui mèneront à sa dissolution. Department S est un exemple notable stigmatisant les espoirs brisés par le milieu du disque. 

## Biographie

### Années 1980
Department S voit le jour en 1980. Sa formation la plus connue est composée du guitariste Mike Herbage, du bassiste Tony Lordan, du batteur Stuart Mizon, du clavier Mark Taylor et du chanteur et leader du groupe, Vaughn Toulouse, un jeu de mots avec Born to Lose. Le nom Department S provient de la série du même nom, diffusé dans les années 1960. Department S donne son premier concert en septembre 1980. Leur premier single indépendant sort la même année en décembre, Is Vic There ?. Il parvient à gagner le public avec un texte ironique et une musique sérieuse et accessible : du post-punk emballé de nappes synthétiques, qui plaît autant aux amateurs de rock que de pop. Devant ce succès constant et grandissant, le groupe est signé chez Stiff Records, le fameux label indépendant qui faisait jeu égal avec les grandes majors de l'époque. 
Le single est réédité et le succès ne se fait pas attendre avec une entrée dans les charts en avril 1981 (22e). Le groupe parvient à rallier aussi bien la presse musicale et les amateurs de post-punk, qu'un public plus large et juvénile. Department S obtient son passage au Top of the Pops, l'émission phare de l'époque, et fait même la couverture du magazine Smash Hits en mai 1981. 
À cette occasion, le groupe confie que son prochain single sera Clap Now. Malheureusement, la maison de disques en décidera autrement. Jugeant le titre peu commercial, Stiff Records impose un autre single, dans la même veine que le précédent : Going Left Right (55e) sort en juillet 1981. C'est un échec qui ne fera que dégrader leur relation avec la maison de disques, et qui aggravera les tensions internes déjà palpables. C'est dans cette ambiance houleuse que Department S travaille sur son premier album. Le titre est choisi, il s'appellera Substance. Un troisième single sortira au même moment : I Want. C'est un échec encore plus important puisqu'il n'atteint même pas le Top 100. Pourtant, le groupe est toujours populaire auprès des critiques : le guitariste Mike Herbage est ainsi perçu comme l'une des révélations de l'année 1981 et les Jam déclarent à la même époque être de grands admirateurs de Department S.
Malheureusement, c'est déjà trop tard. Les sautes d'humeur du guitariste Mike Herbage se font de plus en plus fréquentes, les tensions augmentent, et les ventes ne décollent pas. Le coup de massue intervient lorsque Stiff Records décide de se séparer du groupe et d'annuler la sortie du premier album, malgré 50 000£ engloutis dans ce projet. Cet album sortira près de deux décennies plus tard, en 2003, sur un label indépendant. Department S cesse alors toute activité à la fin de l'année 1981. Le chanteur et leader du groupe, Vaughn Toulouse, meurt en août 1991, emporté par le SIDA,. 

### Retour
Pourtant, en 2007, le groupe renaît de ses cendres et enregistre un nouveau single indépendant, My Coo-ca-Choo. Lors des sessions, ils seront aidés par de nombreuses têtes connues comme Mark Bedford (Madness), John Keeble (Spandau Ballet) ou encore Marco Pirroni (Adam and Ants). Une tournée nationale suivra, ainsi qu'un deuxième single en 2009 : Wonderful Day, toujours en indépendant. Depuis, Department S continue de faire des concerts, avec une formation variable mais toujours avec Mike Herbage au poste de guitariste.
Le single God Squad Saviour est publié en juin 2011, suivi par l'album Mr Nutley's Strange Delusionarium (qui comprend principalement de vieux morceaux) le 3 octobre publiés chez Sartorial. Le groupe ensuite au Hertals Rocks Festival en Belgique en octobre 2011, et au Festival Internacional de Benicàssim en 2014 en Espagne. En avril 2014, Pete Jones (ex-Public Image Ltd, Cowboys International et Brian Brain) se joint à la basse. En 2015, leur premier batteur, Mizon, leur premier guitariste Herbage et le guitariste Burnett quittent le groupe, et sont remplacés par le batteur Alexander Lutes et le guitariste Phil Thompson (ex-Bug), laissant Roxy seul premier membre restant. Un single numérique, On My Own (Again), est publié en 2015 chez J.A.M. UK. 
Un nouvel album des Department S, When All Is Said and All Is Done, produit par Jones, est publié par Westworld Recordings le 27 mai 2016,. En 2017, Alan Galaxy (ex-Lipstick Torpedo, Snide, et the Wigs) remplace Lutes à la batterie.
En 2017 toujours, le groupe sort la compilation 45 Revolutions: Singles 1980-2017 chez Westworld.

## Discographie

### Albums studio
- 2003 : Substance
- 2011 : Mr Nutleys Strange Delusionarium
- 2016 : When All Is Said and All Is Done

### Singles
- 1981 : Is Vic There ?
- 1981 : Going Left Right
- 1981 : I Want
- 2007 : My Coo-ca-Choo
- 2009 : Wonderful Day
- 2011 : God Squad Saviour (Slave en face B)
- 2015 : On My Own (Again)
- 2016 : When All Is Said and All Is Done
- 2017 : I Believe